# آرون مانيلال غاندي
آرون مانيلال غاندي (مواليد 1934) هو ناشط اجتماعي سياسي هندي أمريكي، والحفيد الخامس لمهاتما غاندي من ابنه الثاني مانيلال. رغم أنه اتبع خطى جده كناشط، إلا أنه تجنب نمط حياة الزهد الخاص بجده. في عام 2017، نشر كتاب هدية الغضب: ودروس أخرى من جدي المهاتما غاندي (نيويورك: غاليري بوكس/جيتر للنشر 2017).

## نشأته
نشأ آرون غاندي في جنوب إفريقيا، مع والديه وشقيقته، في مستوطنة فينيكس، ديربان في جنوب إفريقيا، التي أنشأها جده موهانداس غاندي في عام 1904. لم يجتمع آرون بجده إلا في الثانية عشر من عمره (مع أنه رآه مرة واحدة لفترة وجيزة في الخامسة من عمره) عندما ذهب آرون ليعيش معه لمدة عامين (1946-1948) في أشرم (منسك) سيفاغرام في الهند. غادر آرون سيفاغرام عائدًا إلى منزله في جنوب إفريقيا قبل أسابيع فقط من اغتيال موهانداس غاندي في حديقة قصر دار بيرلا، والمعروف الآن باسم غاندي سمريتي، في نيودلهي، الهند، يوم الجمعة 30 يناير 1948.
أثناء إقامته في سيفاغرام، امتلك آرون ميزة التعليم بينما لم يمتلكها أفراد عائلات المزارعين الأميين العاملين في الحقول المحيطة. لقد حثه جده على اللعب مع الأطفال المجاورين بعد المدرسة كي يعرف «ما يعنيه العيش في الفقر»، وكذلك لتعليم هؤلاء الأطفال ما تعلمه في الصف كل يوم، الشيء الذي وصفه آرون غاندي فيما بعد بـ «التجربة الأكثر إبداعا وتنويرًا بالنسبة لي». في نهاية المطاف، بدأت حشود من الأطفال وأهاليهم في القدوم طلبًا للدروس من غاندي الشاب، ما علمه الرحمة والحاجة إلى المشاركة.

## حياته المهنية
يعتبر آرون مانيلال غاندي نفسه هندوسيًا لكنه يعبر عن وجهات نظر كونية. عمل غاندي عن قرب مع قساوسة المسيحيين وتأثرت فلسفاته بشدة بالمفاهيم البوذية والهندوسية والإسلامية والمسيحية. ومثل جده، يؤمن أيضًا بمفهوم «اللاعنف» (أهيمسا).
في عام 1982، عندما أصدرت كولومبيا بيكتشرز الفيلم الروائي غاندي، استنادًا إلى حياة جده، كتب غاندي مقالًا ينتقد فيه الحكومة الهندية لدعمها للفيلم بمبلغ 25 مليون دولار، بحجة أن هناك أشياء أكثر أهمية تستحق إنفاق مثل هذه الأموال عليها. رغم إعادة نشر مقاله والاحتفال به على نطاق واسع، فبعد حضوره عرضًا خاصًا للفيلم، استنتج غاندي أن الفيلم نقل فلسفة جده وإرثه بدقة (على الرغم من عدم الدقة التاريخية)، وقد تأثر به لدرجة أنه كتب مقالًا آخر يتراجع فيه عن مقاله الأول.
في عام 1987، انتقل آرون غاندي إلى الولايات المتحدة مع زوجته، سوناندا، للعمل على دراسة في جامعة ميسيسيبي. بحثت هذه الدراسة في أنواع التحيز التي كانت موجودة في الهند والولايات المتحدة وجنوب إفريقيا وقارنت بينها. بعد ذلك انتقلوا إلى ممفيس، تينيسي وأسسوا معهد إم. كيه. غاندي لـ اللاعنف الذي استضافته جامعة الأخوة المسيحيين، وهي مؤسسة أكاديمية كاثوليكية. كُرّس هذا المعهد لتطبيق مبادئ اللاعنف على الصعيدين المحلي والعالمي. قُدّم لغاندي جائزة سلام آبي (بييس آبي) لـ شجاعة الضمير في مكتبة جون إف. كينيدي في بوسطن عن عمله في المعهد. في عام 1996، قام بالمشاركة في تأسيس موسم اللاعنف كاحتفال سنوي لفلسفات وحياة موهانداس غاندي والقس الدكتور مارتن لوثر كينغ الابن.
في عام 2003، كان غاندي أحد الموقعين على الإنسانية وتطلعاتها (البيان الإنساني الثالث).
في أواخر عام 2007، شارك غاندي في تدريس دورة بعنوان «غاندي حول القيادة الشخصية واللاعنف» في جامعة سالزبوري في سالزبوري، ماريلاند. في 12 نوفمبر 2007، ألقى غاندي محاضرة بعنوان «اللاعنف في عصر الإرهاب» لمركز جامعة سالزبوري لحل النزاعات «شخص واحد يستطيع أن يحدث فرقًا». في أواخر عام 2008، عاد غاندي إلى جامعة سالزبوري للمشاركة في تدريس دورة بعنوان «التأثير العالمي لغاندي».

## روابط خارجية
- آرون مانيلال غاندي على موقع IMDb (الإنجليزية)
- آرون مانيلال غاندي على موقع إن إن دي بي (الإنجليزية)